# Kanton Aigre
Der Kanton Aigre war von 1790 bis 2015 ein französischer Wahlkreis im Département Charente und in der damaligen Region Poitou-Charentes. Er umfasste 15 Gemeinden im Arrondissement Confolens; sein Hauptort (frz.: chef-lieu) war Aigre. Die landesweiten Änderungen in der Zusammensetzung der Kantone brachten im März 2015 seine Auflösung. Vertreter im conseil général des Départements war zuletzt für die Jahre 1998–2015 Frank Bonnet.

## Gemeinden
| Gemeinde            | Einwohner Jahr | Fläche km² | Bevölkerungsdichte | Postleitzahl | Code INSEE |
| ------------------- | -------------- | ---------- | ------------------ | ------------ | ---------- |
| Aigre               | 1088 (2013)    | –          | – Einw./km²        | 16140        | 16005      |
| Barbezières         | 125 (2013)     | –          | – Einw./km²        | 16140        | 16027      |
| Bessé               | 138 (2013)     | –          | – Einw./km²        | 16140        | 16042      |
| Charmé              | 360 (2013)     | –          | – Einw./km²        | 16140        | 16083      |
| Ébréon              | 160 (2013)     | –          | – Einw./km²        | 16140        | 16122      |
| Fouqueure           | 392 (2013)     | –          | – Einw./km²        | 16140        | 16144      |
| Les Gours           | 126 (2013)     | –          | – Einw./km²        | 16140        | 16155      |
| Ligné               | 162 (2013)     | –          | – Einw./km²        | 16140        | 16185      |
| Lupsault            | 98 (2013)      | –          | – Einw./km²        | 16140        | 16194      |
| Oradour             | 185 (2013)     | –          | – Einw./km²        | 16140        | 16248      |
| Ranville-Breuillaud | 188 (2013)     | –          | – Einw./km²        | 16140        | 16275      |
| Saint-Fraigne       | 458 (2013)     | –          | – Einw./km²        | 16140        | 16317      |
| Tusson              | 227 (2013)     | –          | – Einw./km²        | 16140        | 16390      |
| Verdille            | 331 (2013)     | –          | – Einw./km²        | 16140        | 16397      |
| Villejésus          | 536 (2013)     | –          | – Einw./km²        | 16140        | 16411      |